# Little Belize
Little Belize (z ang. "Małe Belize") – miasto w Belize, w dystrykcie Corozal. W 2000 roku, miasto zamieszkiwało 2059 osób. Według szacunków w 2005 roku populacja miasta wzrosła do 2200 osób.